# Partido por los Animales
El Partido por los Animales (en neerlandés Partij voor de Dieren) es un partido político neerlandés de izquierda. Entre sus principales objetivos está luchar por los derechos de los animales y el bienestar de estos.
Se autodeclaran no ser un partido sólo centrado en un tema. Al principio el partido se consideraba a sí mismo como un partido testimonial, que no buscaba ganar poder político, sino defender sus creencias, aunque en 2010 consiguió 2 escaños en las generales y aspira a conseguir más para extender su lucha por los derechos de los animales. Las elecciones generales de 2017 le asignaron 5 escaños.
El partido recibió el apoyo electoral por las elecciones parlamentarías del 22 de noviembre de 2006 de numerosas celebridades neerlandesas, como los escritores Maarten 't Hart y Jan Wolkers. Desde el 30 de noviembre, Marianne Thieme y Esther Ouwehand son miembros de la Cámara de Representantes por dicho partido.
Fue el primer partido en conseguir asientos parlamentarios (dos escaños) con una agenda centrada principalmente en los derechos de los animales.
En enero de 2010 tenía 10,310 miembros, y para febrero de 2019, la cifra aumentó a 17,043.

## Electorado
El electorado del PvdD consiste en su mayoría de mujeres (estimado en 70%) que viven en áreas urbanas. En 2017, el partido logró sus mejores resultados en Ámsterdam (6,02 %), Bergen (5,78 %), Haarlem (5,69 %) y Zutphen (5,62 %). El partido tiene el apoyo más bajo en las áreas rurales, especialmente aquellas con grandes industrias agrícolas, como en el cinturón bíblico.
El PvdD tiene la mayor proporción de votantes veganos/vegetarianos de cualquier partido político en los Países Bajos, con un 17,3 % o un 27,9 % respectivamente de votantes del PvdD que dijeron en 2 encuestas en 2021 que no comían carne. El partido con la segunda proporción más alta de votantes veganos/vegetarianos en ambas encuestas fue GroenLinks, cuya participación fue del 8,4 % o del 16,9 %.

## Resultados electorales

### Cámara de Representantes
| Elección | Votos         | %   | Escaños |             |
| -------- | ------------- | --- | ------- | ----------- |
| 2003     | 47,754 (#10)  | 0.5 | 0/150   |             |
| 2006     | 179,988 (#9)  | 1.8 | 2/150   | 2           |
| 2010     | 122,317 (#10) | 1.3 | 2/150   | Sin cambios |
| 2012     | 182,162 (#10) | 1.9 | 2/150   | Sin cambios |
| 2017     | 335,214 (#9)  | 3.1 | 5/150   | 3           |
| 2021     | 399,750 (#9)  | 3.8 | 6/150   | 1           |
| 2023     | 235,148 (#10) | 2.2 | 3/150   | 3           |